# Ga Wondang
Ga Wondang nằm trên tuyến Ilsan ở Goyang, Gyeonggi-do. Tòa thị chính Goyang ở gần đó.

## Bố trí ga
| Hwajeong ↑ |
| \| １      |
| ↓ Wonheung |

| １ | ●Tuyến 3 | ← Hướng đi Daehwa  |
| ２ | ●Tuyến 3 | → Hướng đi Ogeum → |

## Lối ra
- Lối ra 1, 2 : Lối đi đến ngân hàng NH tại Seongnae
- Lối ra 3 : Mineral spring

## Thông tin xung quanh ga
- Tòa thị chính Goyang
- Goyang Eoullim Nuri
- Goyang Eoullim Nuri Byeolmuri Stadium (Sân nhà của Đội bóng đá công dân Goyang, K4 League, Hàn Quốc)
- Goyang Eoullim Nuri Ice Maru
- Trung tâm phúc lợi cao cấp Deokyang
- Trung tâm sức khỏe Deokyang
- Hội đồng thành phố Goyang
- Chợ Wondang
- Baskin Robbins Chi nhánh Ilsan Wondang
- Trường tiểu học Seongra
- Trung tâm phúc lợi hành chính 1 đồng Seongsa
- Chi nhánh trạm Wondang Nonghyup Wondang
- Trung tâm phúc lợi xã hội Wondang
- Quận Wondang